# Jelena Mikulitj
Jelena Vladimirovna Mikulitj (vitryska: Елена Владимировна Микулич), född den 21 februari 1977 i Minsk, är en vitrysk roddare.
Hon tog OS-brons i åtta med styrman i samband med de olympiska roddtävlingarna 1996 i Atlanta.